# Eurasburg (Svevia)
Eurasburg è un comune tedesco che fa parte del circondario di Aichach-Friedberg, situato nel land della Baviera.